# (7451) Verbitskaya
(7451) Verbitskaya est un astéroïde de la ceinture principale.

## Description
(7451) Verbitskaya est un astéroïde de la ceinture principale. Il fut découvert le 8 août 1978 à Naoutchnyï par Nikolaï Tchernykh. Il présente une orbite caractérisée par un demi-grand axe de 2,81 UA, une excentricité de 0,17 et une inclinaison de 10,3° par rapport à l'écliptique.

## Compléments